# Karlsplatz metróállomás (Bécs)
A Karlsplatz metróállomás Bécsben a bécsi metró U1, U2 és U4 vonalán.

## Szomszédos állomások
A metróállomáshoz az alábbi állomások vannak a legközelebb:
- Taubstummengasse
- Stephansplatz
- Museumsquartier
- Stadtpark
- Kettenbrückengasse

## Átszállási kapcsolatok
Az U2/U5 metróberuházás miatt az U2-es metró 2021. májusa és 2024. december 6. között nem érintette ezt az állomást.
| U1 (Oberlaa ↔ Leopoldau)        |                                                   |                                                    |
| U2 (Karlsplatz ↔ Seestadt)      |                                                   |                                                    |
| U4 (Heiligenstadt ↔ Hütteldorf) |                                                   |                                                    |
| Állomás                         | Átszállási kapcsolatok                            | Fontosabb létesítmények                            |
| Karlsplatz                      | Wiener Lokalbahn 1, 2, 62, 71, D, U2Z 2A, 4A, 59A | Károly tér; Károly-templom; Operaház; Ring (körút) |